# Hinterrhein
Pour la rivière nommée en allemand « Hinterrhein », voir Rhin postérieur.
Hinterrhein est une ancienne commune suisse du canton des Grisons, située dans la région de Viamala. Elle est absorbée le 1er janvier 2019 par la commune nouvellement créée de Rheinwald.

## Militaire
- Place d'armes